# Episodi di Slasher (seconda stagione)
La seconda stagione della serie televisiva Slasher, intitolata Slasher: Colpevoli, è stata interamente pubblicata a livello globale il 17 ottobre 2017 su Netflix.
Tutte le serie di Slasher sono state rimosse dal catalogo di Netflix nel maggio 2020, ma la prima stagione (L'Esecutore) è stata reinserita nel catalogo il 24 giugno 2020.
Dal 2021 sono disponibili tutte e tre le stagioni 
| nº | Titolo originale       | Titolo italiano          | Pubblicazione USA | Pubblicazione Italia |
| -- | ---------------------- | ------------------------ | ----------------- | -------------------- |
| 1  | Six Feet Under         | Morta e sepolta          | 17 ottobre 2017   | 17 ottobre 2017      |
| 2  | Between Good and Evil  | Tra bene e male          | 17 ottobre 2017   | 17 ottobre 2017      |
| 3  | Saint Sebastian        | San Sebastiano           | 17 ottobre 2017   | 17 ottobre 2017      |
| 4  | Night of Hunters       | La notte dei cacciatori  | 17 ottobre 2017   | 17 ottobre 2017      |
| 5  | Out of the Frying Pan  | Dalla padella alla brace | 17 ottobre 2017   | 17 ottobre 2017      |
| 6  | Drone                  | Ronzio                   | 17 ottobre 2017   | 17 ottobre 2017      |
| 7  | Dawn of the Dead       | Zombi                    | 17 ottobre 2017   | 17 ottobre 2017      |
| 8  | The Past is Never Dead | Il passato non muore mai | 17 ottobre 2017   | 17 ottobre 2017      |